# Mlingoti Mashariki
Mlingoti Mashariki è una circoscrizione mista (mixed ward) della Tanzania situata nel distretto di Tunduru, Regione del Ruvuma. Conta una popolazione di 6 135 abitanti (censimento 2012).